# Список дам Большого креста ордена Почётного легиона

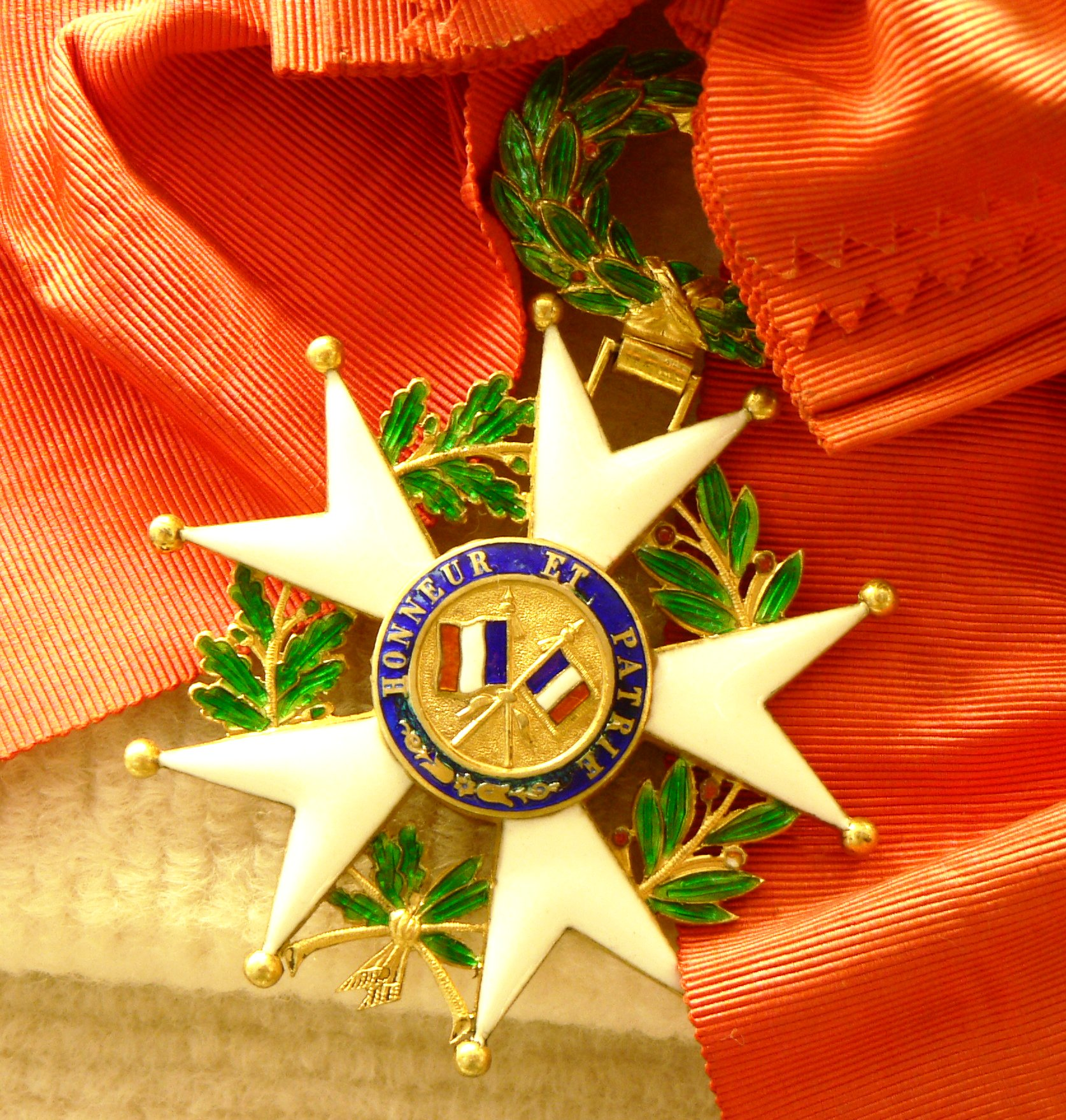
Большой крест ордена Почётного легиона

Большой крест, высшая степень учреждённого в 1802 году Наполеоном I ордена Почётного легиона, в течение почти двух веков был недоступен для французских женщин. В этот период Большой крест Почётного легиона если и вручался женщинам, то только иностранкам высокого ранга в качестве знака дипломатического этикета. Первое награждение за собственные заслуги гражданки Франции произошло только в 1997 году. 
С этого времени 23 французские женщины были удостоены высшей степени отличия Французской Республики. Отдельным списком представлены женщины из других государств, пожалованные Большим крестом ордена Почётного легиона.

## Франция
| №  | Портрет | Имя                                                          | Титул / звание / должность на момент пожалования ордена | Дата пожалования   | Прим.    |
| -- | ------- | ------------------------------------------------------------ | --- | ------------------ | -------- |
|    |         |                                                              | |                    |          |
| 1  |         | Женевьев Де Голль-Антоньоз фр. Geneviève de Gaulle-Anthonioz | президент ассоциации «ATD Quart Monde», ветеран движения Сопротивления | 11 июля 1997 г.    | [ 2 ]    |
| 2  |         | Жермен Тийон фр. Germaine Tillion                            | антрополог, ветеран движения Сопротивления | 13 июля 1999 г.    | [ 3 ]    |
| 3  |         | Валери Сантини (Андре) фр. Valérie Santini                   | генерал медицинской службы, генерал-инспектор медицинской службы Армии, ветеран движения Сопротивления                                                                                        | 16 декабря 1999 г. | [ 4 ]    |
| 4  |         | Симона Розес фр. Simone Rozès                                | почётный первый президент Кассационного суда | 14 апреля 2006 г.  | [ 5 ]    |
| 5  |         | Жаклин де Ромийи фр. Jacqueline de Romilly                   | член Французской академии и Академии надписей и изящной словесности | 31 декабря 2006 г. | [ 6 ]    |
| 6  |         | Кристина Дерош-Ноблькур фр. Christiane Desroches Noblecourt  | египтолог, бывший генеральный инспектор и почётный главный хранитель музеев Франции, ветеран движения Сопротивления                                                                           | 30 января 2008 г.  | [ 7 ]    |
| 7  |         | Жильберт Шампьон фр. Gilberte Champion                       | ветеран движения Сопротивления | 11 июля 2008 г.    | [ 8 ]    |
| 8  |         | Иветт Фарну фр. Yvette Farnoux                               | президент ассоциации «Mémoire des Déportés et des Résistants d’Europe», ветеран движения Сопротивления                                                                                        | 31 декабря 2008 г. | [ 9 ]    |
| 9  |         | Николь ле Дуарен фр. Nicole Le Douarin                       | почётный постоянный секретарь Французской академии наук, почётный профессор Коллеж де Франс                                                                                                   | 31 декабря 2010 г. | [ i 1 ]  |
| 10 |         | Элен Каррер д’Анкосс фр. Hélène Carrère d’Encausse           | историк, постоянный секретарь Французской академии | 30 декабря 2011 г. | [ i 2 ]  |
| 11 |         | Мари-Жозе Шомбар де Лов фр. Marie-José Chombart de Lauwe     | коллегиальный президент Национальной федерации депортированных и интернированных участников Сопротивления и патриотов, президент Фонда памяти депортированных, ветеран движения Сопротивления | 6 апреля 2012 г.   | [ i 3 ]  |
| 12 |         | Симона Вейль фр. Simone Veil                                 | политик, член Французской академии | 13 июля 2013 г.    | [ i 4 ]  |
| 13 |         | Женевьева Ас фр. Geneviève Asse                              | художник-гравёр, ветеран боевых действий | 31 декабря 2013 г. | [ i 5 ]  |
| 14 |         | Симона Рене Руссель (Мишель Морган) фр. Simone Renée Roussel | актриса театра и кино | 31 декабря 2013 г. | [ i 6 ]  |
| 15 |         | Марианна Бастид-Брюгьер фр. Marianne Bastid-Bruguière        | учёный-синолог, преподаватель, член Академии моральных и политических наук | 18 апреля 2014 г.  | [ i 7 ]  |
| 16 |         | Женевьева де Галар фр. Geneviève de Galard                   | медицинская сестра, ветеран боевых действий в Индокитае | 11 июля 2014 г.    | [ i 8 ]  |
| 17 |         | Ивонна Шоке-Брюа фр. Yvonne Choquet-Bruhat                   | учёный-физик, математик, член Французской академии наук | 13 июля 2015 г.    | [ i 9 ]  |
| 18 |         | Франсуаза Барре-Синусси фр. Françoise Barré-Sinoussi         | учёный-вирусолог | 30 декабря 2016 г. | [ i 10 ] |
| 19 |         | Жизель Татиана Казадезюс фр. Gisèle Tatiana Casadesus        | актриса, почётный член Комеди Франсез | 12 июля 2017 г.    | [ i 11 ] |
| 20 |         | Моник Дениз Пеллетье фр. Monique Denyse Pelletier            | политический деятель, почётный президент Ассоциации помощи инвалидам | 12 июля 2017 г.    | [ i 12 ] |
| 21 |         | Кристиан Скривенер фр. Christiane Scrivener                  | политический деятель | 14 июля 2018 г.    | [ i 13 ] |
| 22 |         | Мари-Клер Бержер фр. Marie-Claire Bergère                    | почётный профессор университетов, синолог | 31 декабря 2018 г. | [ i 14 ] |
| 23 |         | Жаклин Флёри фр. Jacqueline Fleury                           | участница французского Сопротивления, почётный президент Ассоциации депортированных и интернированных участников Сопротивления                                                                | 13 июля 2019 г.    | [ i 15 ] |

## Другие страны
| №  | Портрет | Имя                  | Титул / должность на момент пожалования ордена                                   | Дата пожалования              | Прим.             |
| -- | ------- | -------------------- | -------------------------------------------------------------------------------- | ----------------------------- | ----------------- |
|    |         |                      |                                                                                  |                               |                   |
| 1  |         | Виктория             | королева Великобритании и Ирландии                                               | 5 сентября 1843 г.            | [ 10 ]            |
| 2  |         | Ранавалуна III       | королева Имерины (Мадагаскара)                                                   | 17 сентября 1888 г.           | [ 11 ]            |
| 3  |         | Эмма                 | королева Нидерландов, регент Королевства Нидерланды, вдова короля Вильгельма III | 24 декабря 1896 г.            | [ 12 ]            |
| 4  |         | Вильгельмина         | королева Нидерландов                                                             | 21 апреля 1898 г.             | [ 13 ]            |
| 5  |         | Мария Кристина       | королева Испании, регент Королевства Испания, вдова короля Альфонса XII          | 17 ноября 1898 г.             | [ 14 ]            |
| 6  |         | Елизавета            | королева Бельгии, супруга короля Альберта I                                      | 14 ноября 1918 г.             | [ 15 ]            |
| 7  |         | Мария                | королева Румынии, супруга короля Фердинанда I                                    | 10 марта 1919 г.              | [ 16 ]            |
| 8  |         | Заудиту              | императрица Эфиопии                                                              | 28 декабря 1920 г.            | [ 17 ]            |
| 9  |         | Шарлотта             | великая герцогиня Люксембургская                                                 | 22 июня 1923 г.               | [ 18 ]            |
| 10 |         | Виктория             | королева Испании, супруга короля Альфонса XIII                                   | 12 июня 1926 г.               | [ 19 ]            |
| 11 |         | Мария                | королева Великобритании, супруга короля Георга V                                 | 6 мая 1927 г.                 | [ 20 ]            |
| 12 |         | Юлиана               | принцесса Нидерландская                                                          | 15 апреля 1933 г.             | [ 21 ]            |
| 13 |         | Мария                | королева Югославии, супруга короля Александра I                                  | 9 октября 1934 г.             | [ 22 ]            |
| 14 |         | Елизавета            | королева Великобритании, супруга короля Георга VI                                | 16 июля 1938 г.               | [ 23 ]            |
| 15 |         | Алиса                | принцесса Великобританская, графиня Атлонская                                    | 2 мая 1945 г.                 | [ 24 ]            |
| 16 |         | Елизавета            | принцесса Великобританская, герцогиня Эдинбургская                               | 14 марта 1948 г.              | [ 25 ]            |
| 17 |         | Ингрид               | королева Дании, супруга короля Фредерика IX                                      | 20 декабря 1950 г.            | [ 26 ]            |
| 18 |         | Сисоват Коссамак     | королева Камбоджи, супруга короля Нородома Сурамарита                            | 21 февраля 1956 г.            | [ 27 ]            |
| 19 |         | Фредерика            | королева Греции, супруга короля Павла I                                          | 5 июня 1956 г.                | [ 28 ]            |
| 20 |         | Тэнанье Уорк         | принцесса Эфиопская, дочь императора Хайле Селассие I                            | 18 июня 1973 г.               | [ 29 ]            |
| 21 |         | Фарах Пехлеви        | шахбану Ирана, супруга шаха Мохаммеда Реза Пехлеви                               | 10 июля 1974 г.               | [ 30 ]            |
| 22 |         | Маргрете II          | королева Дании                                                                   | 6 ноября 1978 г.              | [ 31 ]            |
| 23 |         | Беатрикс             | королева Нидерландов                                                             | 21 ноября 1984 г.             | [ 32 ]            |
| 24 |         | Нур аль-Хусейн       | королева Иордании, супруга короля Хусейна                                        | 21 ноября 1984 г.             | [ 33 ]            |
| 25 |         | Сильвия              | королева Швеции, супруга короля Карла XVI Густава                                | 21 ноября 1984 г.             | [ 34 ]            |
| 26 |         | София                | королева Испании, супруга короля Хуана-Карлоса I                                 | 2 июля 1986 г.                | [ 35 ]            |
| 27 |         | Корасон Акино        | президент Республики Филиппины                                                   | 2 октября 1989 г.             | [ 36 ]            |
| 28 |         | Беназир Бхутто       | премьер-министр Исламской Республики Пакистан                                    | 5 апреля 1990 г.              | [ 37 ]            |
| 29 |         | Эрна Хенникот-Шёпгес | президент Палаты депутатов Люксембурга                                           | 29 мая 1992 г.                | [ 38 ]            |
| 30 |         | Памела Гарриман      | дипломат, посол США во Франции                                                   | 8 февраля 1997 г. (посмертно) | [ i 16 ]          |
| 31 |         | Вайра Вике-Фрейберга | президент Латвийской Республики                                                  | 22 октября 2001 г.            | [ 39 ]            |
| 32 |         | Тарья Халонен        | президент Финляндской Республики                                                 | 30 июня 2005 г.               | [ 40 ]            |
| 33 |         | Мишель Бачелет       | президент Республики Чили                                                        | 2 октября 2006 г.             | [ 41 ]            |
| 34 |         | Элен Джонсон-Серлиф  | президент Республики Либерия                                                     | 7 ноября 2012 г.              | [ i 17 ]          |
| 35 |         | Микаэль Жан          | канадский политик, генеральный секретарь Международной организации «Франкофония» | 13 марта 2014 г.              | [ i 18 ] [ i 19 ] |
| 36 |         | Матильда             | королева Бельгии                                                                 | 2018 г.                       | [ i 20 ] [ i 21 ] |
| 37 |         | Ангела Меркель       | канцлер Федеративной Республики Германия                                         | 3 ноября 2021 г.              | [ i 22 ] [ i 23 ] |